# Chihuahua–Los Mochis-vasútvonal
A Chihuahua–Los Mochis-vasútvonal (spanyol nevén Ferrocarril Chihuahua al Pacífico, azaz „Chihuahua–Csendes-óceán-vasút”) Mexikó egyik, turisztikai szempontból kiemelkedő fontosságú vasútvonala. Közismert neve, az El Chepe a spanyol név rövidítésének kiejtéséből (csé-pé) származik.
A vonalon kétféle járat közlekedik. Az expressz járat az év minden napján elindul: reggel hatkor két vonat indul egymással szembe a két végállomásról, és este 8 és 9 óra között érkeznek meg a másikra. A vonat a Divisadero állomáson körülbelül 15–20 percig várakozk, hogy az utasok leszállhassanak és gyönyörködhessenek a Réz-kanyonban. A szerelvény 2–3, 64 fős kocsiból áll, étkező- és bárkocsival kiegészítve. A „gazdaságos” járat Chihuahuából hétfőn, csütörtökön és szombaton indul szintén reggel hatkor, az ellenkező irányba kedden, pénteken és vasárnap, céljukat este fél 10 körül érik el. A szerelvények 3–4, 68 fős kocsiból állnak.
A vonal 1961-ben nyílt meg, 1998-tól az üzemeltető Ferromex megkezdte a szerelvények felújítását.

## Útvonala, fontosabb állomásai
A vonal két végállomása a 268-as km-nél található nagyváros, Chihuahua és a 921-es km-nél fekvő Los Mochis, de a sínek Chihuahuán túl Ojinagáig, Los Mochison túl pedig a Csendes-óceán-parti kikötővárosig, Topolobampóig is folytatódnak. Chihuahua körülbelül 1600 méteres tengerszint feletti magasságban fekszik, innen a vonal Creel térségében 2400 méter fölé emelkedik, majd egészen az óceánpartig lejt.
| km  | Állomás     | Állam     |
| --- | ----------- | --------- |
| 268 | Chihuahua   | Chihuahua |
| 401 | Cuauhtémoc  | Chihuahua |
| 533 | San Juanito | Chihuahua |
| 564 | Creel       | Chihuahua |
| 622 | Divisadero  | Chihuahua |
| 626 | Barrancas   | Chihuahua |
| 669 | Bahuichivo  | Chihuahua |
| 708 | Témoris     | Chihuahua |
| 839 | El Fuerte   | Sinaloa   |
| 921 | Los Mochis  | Sinaloa   |

## Fontosabb műtárgyak
A vonal 37 hídon és 86 alagúton halad keresztül. A jelentősebbek:
| km    | Műtárgy           | Hossz (méter) |
| ----- | ----------------- | ------------- |
| 561,8 | 4. számú alagút   | 1260          |
| 639   | La Laja híd       | 155           |
| 704,8 | La Pera alagút    | 937           |
| 781   | Chinipas híd      | 310           |
| 755   | 86. számú alagút  | 1838          |
| 781   | Agua Caliente híd | 499           |

## Képek

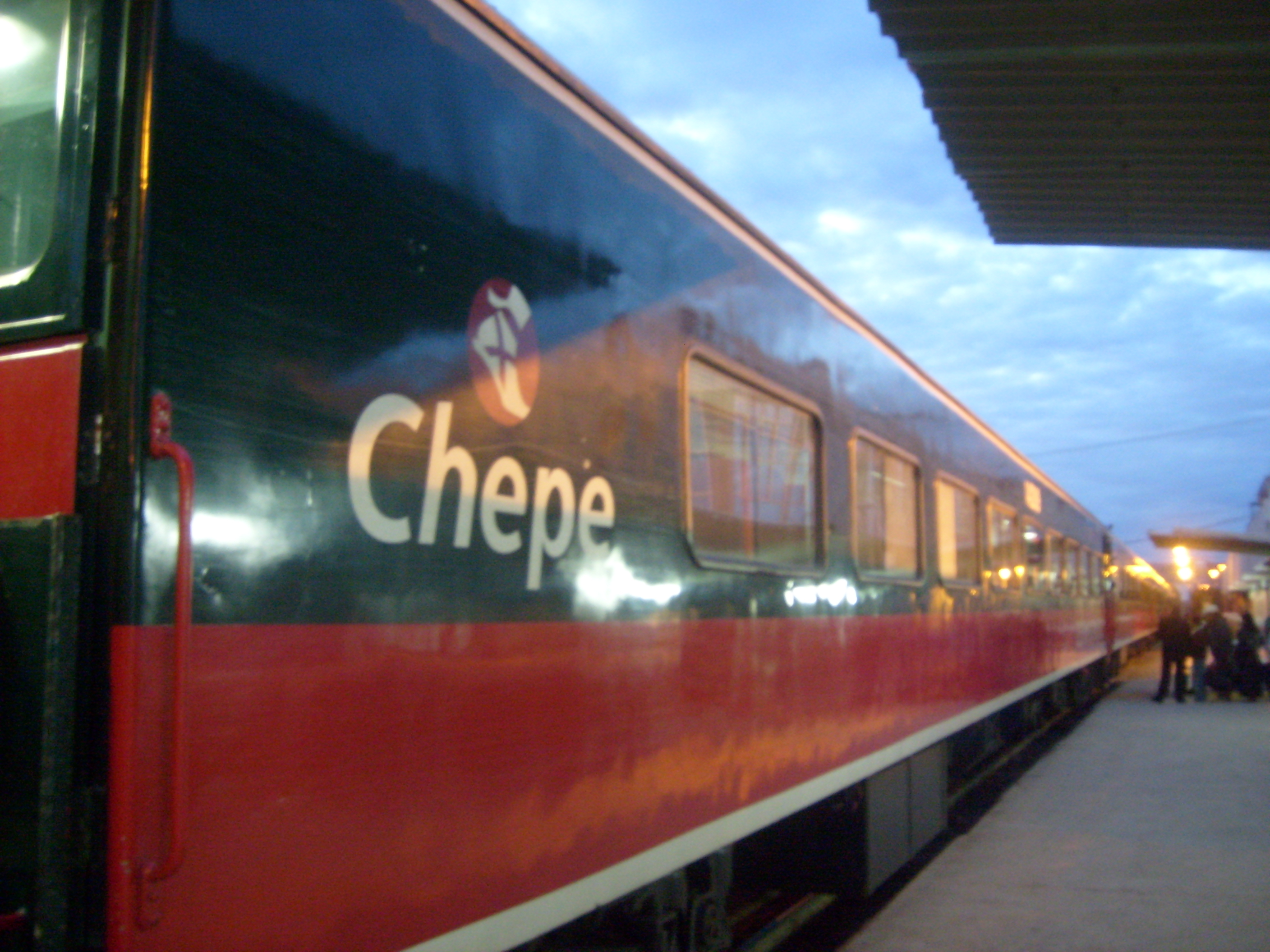
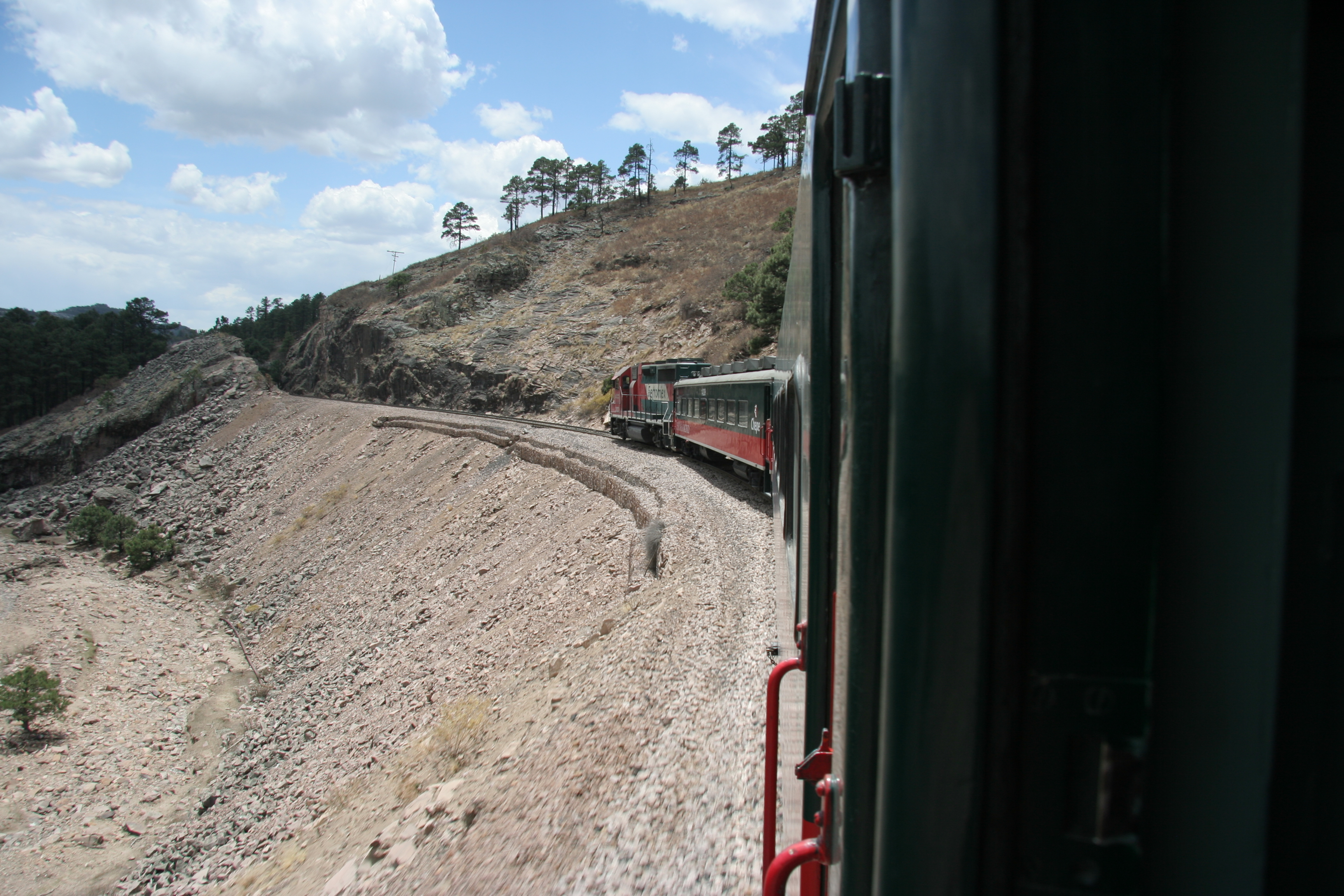
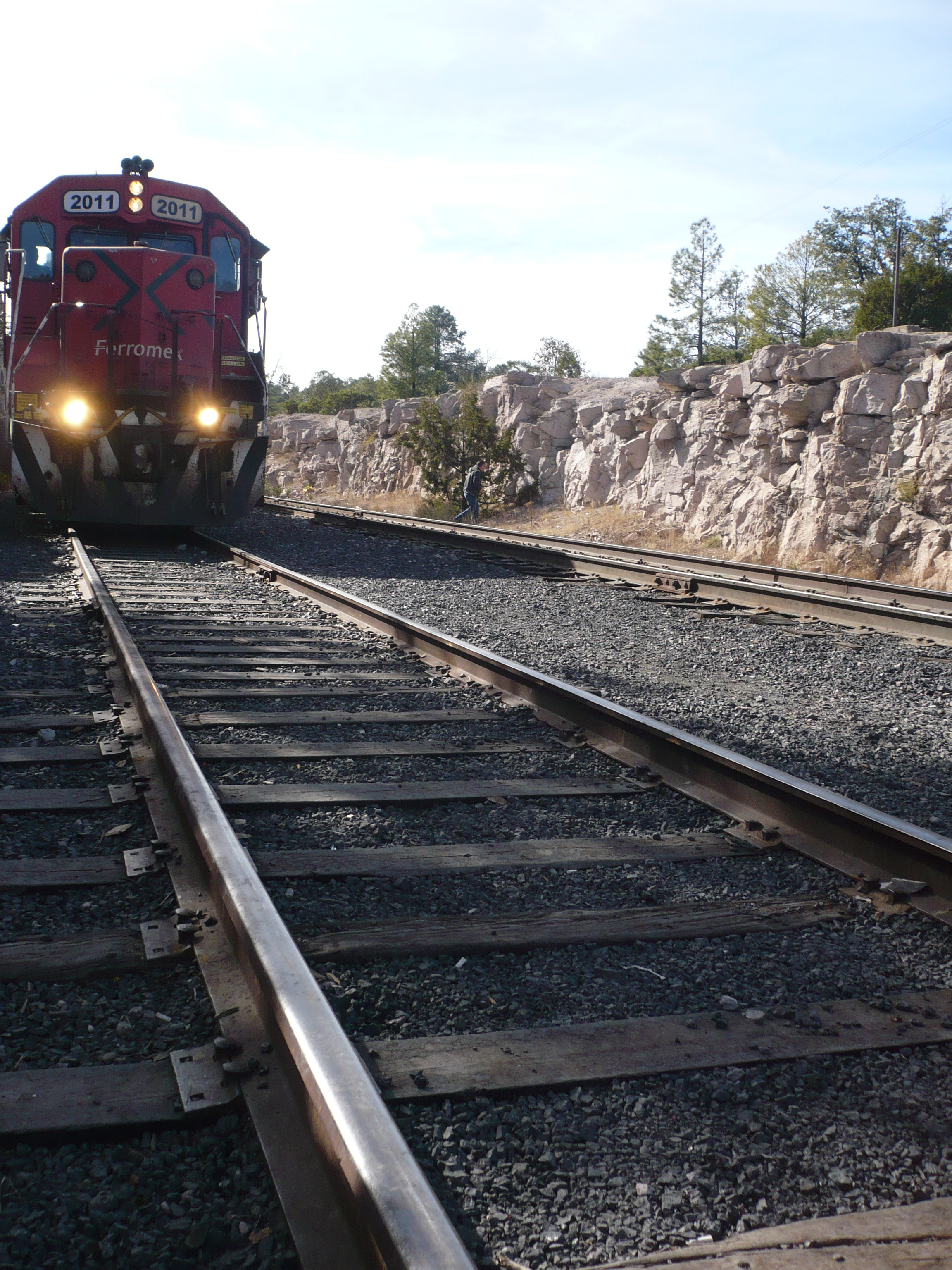
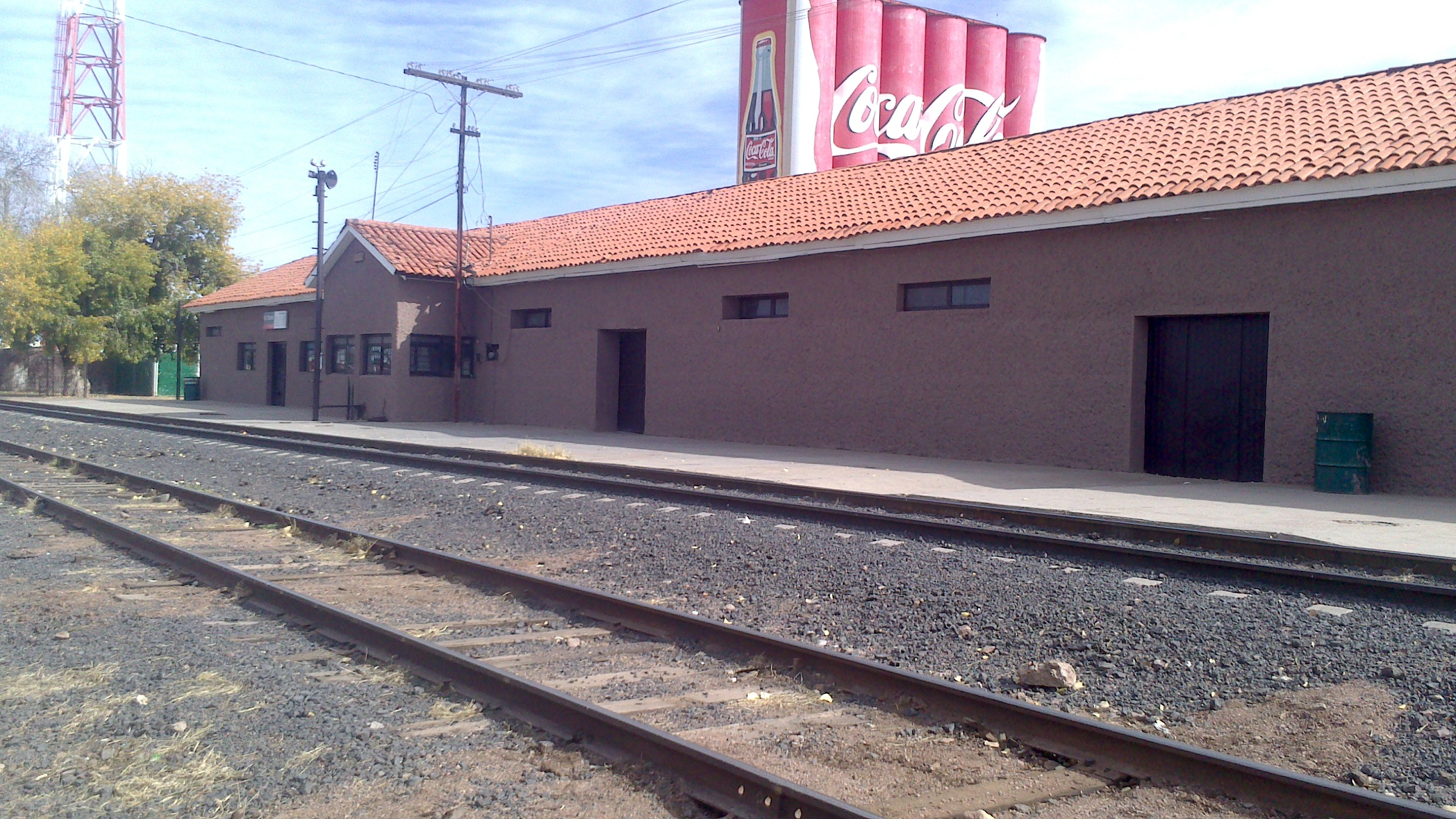
A régi cuauhtémoci állomás
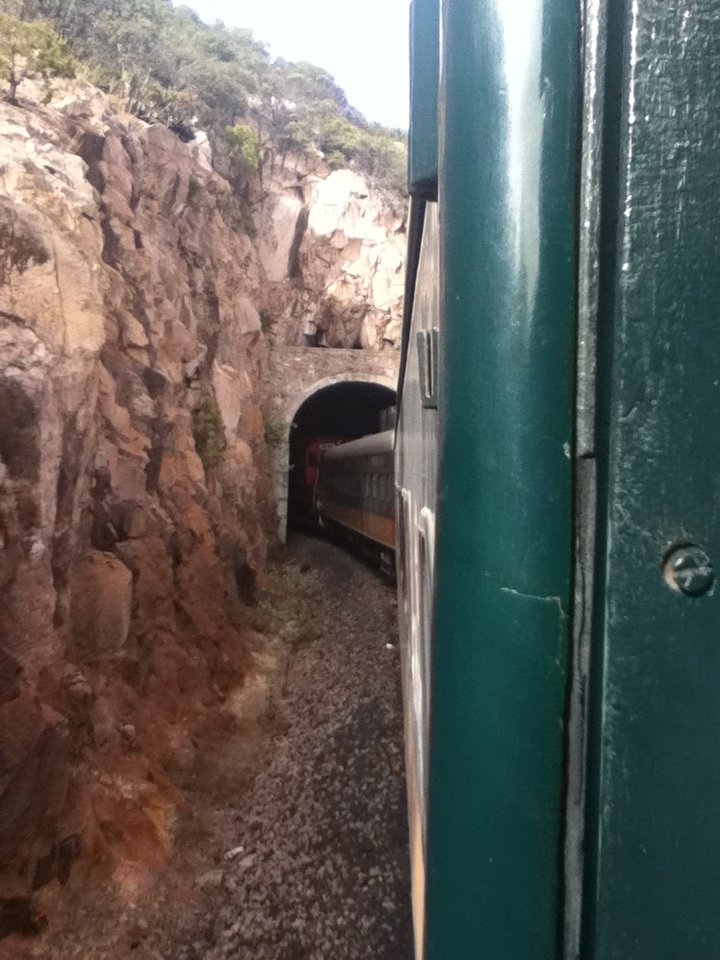
Alagút